# Celleporaria carvalhoi
Celleporaria carvalhoi is een mosdiertjessoort uit de familie van de Lepraliellidae. De wetenschappelijke naam van de soort is voor het eerst geldig gepubliceerd in 1939 door Marcus.